# 名和小太郎
名和 小太郎（なわ こたろう、1931年（昭和6年）1月26日 - ）は、日本の情報工学者。

## 経歴
東京府東京市（現東京都台東区）生まれ。1956年東京大学理学部物理学科卒業。
1964年「爆発震動、爆発音の制御」で、東京大学より工学博士の学位を取得。石油資源開発で地震探査法を開発、1960年旭化成工業に入り、ロケット燃料の生産管理および情報システムの開発、1977年旭リサーチセンター参事、主任研究員、取締役（技術政策の調査）、1991年新潟大学法学部教授、1996年関西大学総合情報学部教授、2001年定年退任。
1998-1999年京都大学大学院文学研究科非常勤講師。2002-2007年国際大学グローバル・コミュニケーション・センター客員教授。2003-2005年江戸川大学社会学部講師。2005-2009年国立環境研究所客員研究員。2006年-情報セキュリティ大学院大学セキュアシステム研究所特別研究員。
1980年日本経営学協会・経営科学文献賞、1990年日本規格協会・標準化文献賞受賞。1996年および2000年情報処理学会Best Author賞受賞。2003年大川情報通信基金出版賞受賞。2006年日本社会情報学会優秀文献賞受賞。
1983-1984年科学技術会議専門委員。1983-91年統計審議会専門委員。1984-2001年著作権審議会専門委員。1993-1997年資源調査会専門委員。1994-1995年工業標準化調査会臨時委員。1995-2009年国立国会図書館科学技術情報整備審議会委員。2001-2002年文化審議会専門委員。
1984-1991年日本データベース協会副会長。1996-2012年学術著作権協会理事。

## 著書
- 『変わりゆく情報システム部： 人・技術・管理』企画センター、1981
- 『国際情報資源戦争： 国境を越えるコンピュニケーション』日刊工業新聞社 、ウィークエンドブックス、1982
- 『コンピューター利用の座標軸 ：変わるコンピューター、変わらぬ組織』コンピュータ・エージ社、1982
- 『オフィス・オートメーション心得帖』潮出版社、1983
- 『情報システム：空想から科学へ』（編著）、日本経営科学研究所、1983
- 『最新データベース事情』日本能率協会、1984
- 『情報社会の作法』時事通信社、1985
- 『電子仕掛けの神： 法制度をゆるがす情報通信技術』勁草書房、1986
- 『情報を商品にする方法： お経からソフトウェアまで』東洋経済新報社、1988
- 『変わりゆく情報システム部　Ⅱ：情報統括部門長の目配り企画センター、 1989
- 『技術標準対知的所有権 ：技術開発と市場競争を支えるもの』中央公論社、中公新書、1990
- 『科学の読み方、技術の読み方、情報の読み方 ：Best book 106』KDDクリエイティブ、1991
- 『情報社会の弱点がわかる本 ：コンピュートピアのバラ色の常識を覆すこの矛盾!』JICC、ブックレット、1991
- 『電子メディアとの交際術』勁草書房、1991
- 『知的財産権： ハイテクとビジネスに揺れる制度』日本経済新聞社、1993
- 『雲を盗む： 法廷に立たされた現代技術』朝日新聞社、1995
- 『サイバースペースの著作権： 知的財産は守れるのか』中央公論社、中公新書、1996
- 『科学書乱読術』朝日新聞社、朝日選書、1998
- 『デジタル・ミレニアムの到来 ：ネット社会における消費者』丸善ライブラリー、1999
- 『変わりゆく情報基盤 ：走る技術・追う制度』関西大学出版部、2000
- 『起業家エジソン ：知的財産・システム・市場開発』朝日新聞社、朝日選書、2001
- 『学術情報と知的所有権 ：オーサシップの市場化と電子化』東京大学出版会、2002
- 『ゲノム情報はだれのものか： 生物特許の考え方』岩波書店、科学ライブラリー、2002
- 『ディジタル著作権： 二重標準の時代へ』みすず書房、2004
- 『情報セキュリティ： 理念と歴史』みすず書房、2005
- 『エジソン理系の想像力』みすず書房、 理想の教室、2006
- 『情報の私有・共有・公有 ：ユーザーからみた著作権』NTT出版、 叢書コムニス、2006
- 『イノベーション：悪意なき嘘』岩波書店 、双書時代のカルテ、2007
- 『個人データ保護 ：イノベーションによるプライバシー像の変容』みすず書房、2008
- 『著作権2.0： ウェブ時代の文化発展をめざして』NTT出版、ライブラリーレゾナント、2010

### 共著
- 『ニューメディアと放送・通信法』桑原昌宏共編、総合労働研究所　1993
- 『いまの生活「電子社会誕生」』赤木昭夫・紀田順一郎・浜田保樹共編、晶文社　1998
- 『ITユーザの法律と倫理』大谷和子共編著、 共立出版 、情報フロンティアシリーズ、2001
- 『図書館と著作権』山本順一共編著 、日本図書館協会 、インターネット時代の図書館情報学叢書、2005
- 『引用する極意引用される極意』林紘一郎共著 、勁草書房 2009
- 『技術システムの神話と現実』吉岡斉共著、みすず書房 2015

## 参考
- ISBN 978-4-622-07363-5
- 『現代日本人名録』2002年
- 名和小太郎教授業績書（<特集>名和小太郎教授・三宅一郎教授定年退職記念）情報研究 : 関西大学総合情報学部紀要、2001 - 09